# Tärnsjön (Lerbäcks socken, Närke)
Tärnsjön är en sjö i Askersunds kommun i Närke och ingår i Motala ströms huvudavrinningsområde.